# Wishmaster World Tour
Wishmaster World Tour fue la primera gira mundial que realizó la banda finlandesa Nightwish. Gracias al álbum Wishmaster la banda llegó a la final del Festival de Eurovisión en el año 2000; el público les dio el máximo apoyo, pero la votación del jurado de la televisión finesa les posicionó en segundo lugar y no llegaron a participar.

## Canciones

### Total
Angels Fall First
- "Elvenpath"
- "Beauty and the Beast"
- "Sleeping Sun"

Oceanborn
- "Stargazers"
- "Gethsemane"
- "Sacrament of Wilderness"
- "Passion and the Opera"
- "Swanheart"
- "The Pharaoh Sails to Orion"
- "Walking in the Air"

Wishmaster
- "She is My Sin"
- "The Kinslayer"
- "Come Cover Me"
- "Wanderlust"
- "Wishmaster"
- "Crownless
- "Deep Silent Complete"
- "Dead Boy's Poem"
- "FantasMic III"
- "Sleepwalker"

Over the Hills and Far Away
- "Over the Hills and Far Away"
- "10th Man Down"

From Wishes to Eternity
- "Crimson Tide / Deep Blue Sea"

### Setlist
Un setlist típico consistiría de:
- "She is My Sin"
- "Gethsemane"
- "The Kinslayer"
- "Deep Silent Complete"
- "The Pharaoh Sails to Orion"
- "Come Cover Me"
- "Wanderlust"
- "Crimson Tide / Deep Blue Sea"
- "Swanheart"
- "Elvenpath"
- "FantasMic III"
- "Sacrament of Wilderness"
- "Dead Boy's Poem"
- "Walking in the Air"
- "Beauty and the Beast"
- "Wishmaster"

## Fechas de la gira

### 2000
| Fecha                    | Ciudad             | País            | Teatro                      |
| ------------------------ | ------------------ | --------------- | --------------------------- |
| Europa                   |                    |                 |                             |
| 15 de mayo de 2000       | Vosselaar          | Bélgica         | Biebob                      |
| 20 de mayo de 2000       | Kitee              | Finlandia       | Ice-Hall                    |
| 24 de mayo de 2000       | Oulu               | Finlandia       | Woodoo Night Club           |
| 25 de mayo de 2000       | Kuopio             | Finlandia       | Clone                       |
| 26 de mayo de 2000       | Mikkeli            | Finlandia       | ZicZac                      |
| 27 de mayo de 2000       | Imatra             | Finlandia       | Onnenpäivät                 |
| 31 de mayo de 2000       | Helsinki           | Finlandia       | Nosturi Club                |
| 1 de junio de 2000       | Kouvola            | Finlandia       | Rubin2000                   |
| 2 de junio de 2000       | Tampere            | Finlandia       | Pakkahuone Theatre          |
| 3 de junio de 2000       | Virrat             | Finlandia       | Hiekkaranta                 |
| Festivales de verano     |                    |                 |                             |
| 12 de junio de 2000      | Leipzig            | Germany         | Wave-Gotik-Treffen Festival |
| 22 de junio de 2000      | Nurmijärvi         | Finland         | Nummirock                   |
| 23 de junio de 2000      | Joensuu            | Finland         | Eastpop 2000                |
| 24 de junio de 2000      | Jämsä              | Finland         | Himos Festival              |
| 1 de julio de 2000       | Turku              | Finland         | Ruisrock Festival           |
| 7 de julio de 2000       | Helsinki           | Finland         | Tuska Open Air Festival     |
| 8 de julio de 2000       | Aitoo              | Finland         | Kirkastusjuhlat             |
| 9 de julio de 2000       | Joensuu            | Finland         | Ilosaarirock                |
| Sudamérica               |                    |                 |                             |
| 14 de julio de 2000      | Curitiba           | Brasil          | Studio 1250                 |
| 15 de julio de 2000      | São Paulo          | Brasil          | HSBC Brasil                 |
| 16 de julio de 2000      | Porto Alegre       | Brasil          | Bar Opiniao                 |
| 19 de julio de 2000      | Santiago           | Chile           | Providencia Theatre         |
| 22 de julio de 2000      | Buenos Aires       | Argentina       | Acatraz Club                |
| 25 de julio de 2000      | Ciudad de Panamá   | Panamá          | Dali Club                   |
| 28 de julio de 2000      | Guadalajara        | México          | Roxy                        |
| 29 de julio de 2000      | Ciudad de México   | México          | Salón Ideal                 |
| 30 de julio de 2000      | Morelia            | México          | Salon Arena                 |
| Festivales de verano 2   |                    |                 |                             |
| 5 de agosto de 2000      | Wacken             | Alemania        | Wacken Open Air             |
| Escandinava 2            |                    |                 |                             |
| 1 de septiembre de 2000  | Tampere            | Finlandia       | Tullikamari                 |
| 2 de septiembre de 2000  | Nivala             | Finlandia       | Tuiskula                    |
| 8 de septiembre de 2000  | Uusikaupunki       | Finlandia       | Aquarius                    |
| 9 de septiembre de 2000  | Lappajärvi         | Finlandia       | Halkosaari                  |
| 15 de septiembre de 2000 | Helsinki           | Finlandia       | Tavastia Club               |
| 16 de septiembre de 2000 | Kauhajoki          | Finlandia       | Kasino                      |
| 22 de septiembre de 2000 | Jyväskylä          | Finlandia       | Lutakko                     |
| 23 de septiembre de 2000 | Kuopio             | Finlandia       | Akateeminen Startti         |
| Europa 2                 |                    |                 |                             |
| 5 de octubre de 2000     | Hamburg            | Alemania        | Markthalle                  |
| 6 de octubre de 2000     | Bremen             | Alemania        | Trivoli                     |
| 7 de octubre de 2000     | Herford            | Alemania        | Kreck                       |
| 9 de octubre de 2000     | Bochum             | Alemania        | Zeche                       |
| 10 de octubre de 2000    | Fráncfort del Meno | Alemania        | Batschkapp                  |
| 11 de octubre de 2000    | Ludwigsburg        | Alemania        | Rockfabrik                  |
| 13 de octubre de 2000    | Ebersdorf          | Alemania        | Hellraiser                  |
| 14 de octubre de 2000    | Bad Salzungen      | Alemania        | Kallewerk                   |
| 16 de octubre de 2000    | Estrasburgo        | Francia         | La Laiterie                 |
| 17 de octubre de 2000    | Lille              | Francia         | Le Splendid                 |
| 18 de octubre de 2000    | París              | Francia         | Élysée Montmartre           |
| 20 de octubre de 2000    | Lyon               | Francia         | Rail Theatre                |
| 21 de octubre de 2000    | Marsella           | Francia         | Jas de Rod                  |
| 22 de octubre de 2000    | Barcelona          | España          | Mephisto                    |
| 24 de octubre de 2000    | Pratteln           | Suiza           | Z-7                         |
| 25 de octubre de 2000    | Graz               | Austria         | Orpheum                     |
| 26 de octubre de 2000    | Viena              | Austria         | Planet Music                |
| 28 de octubre de 2000    | Wels               | Austria         | Alter Schlachthof           |
| 29 de octubre de 2000    | Budapest           | Hungría         | E-Klub                      |
| 31 de octubre de 2000    | Berlín             | Alemania        | Razzle Dazzle               |
| 1 de noviembre de 2000   | Praga              | República Checa | Palac Akropolis             |
| 4 de noviembre de 2000   | Kaufbeuren         | Alemania        | Zeppelinhalle               |
| 5 de noviembre de 2000   | Vosselaar          | Bélgica         | Biebob                      |
| 7 de noviembre de 2000   | Ámsterdam          | Países Bajos    | Melkweg                     |
| 8 de noviembre de 2000   | Braunschweig       | Alemania        | FBZ Club                    |
| 9 de noviembre de 2000   | Colonia            | Alemania        | Live Music Hall             |
| Norteamérica             |                    |                 |                             |
| 25 de noviembre de 2000  | Montreal           | Canadá          | Lé Meddley                  |
| 26 de noviembre de 2000  | Montreal           | Canadá          | Lé Meddley                  |
| Europa 3                 |                    |                 |                             |
| 29 de noviembre de 2000  | Tampere            | Finlandia       | Pakkahuone Theatre          |

### 2001
| Fecha                    | Ciudad         | País          | Teatro                            |
| ------------------------ | -------------- | ------------- | --------------------------------- |
| Escandinava              |                |               |                                   |
| 27 de enero de 2001      | Levi           | Finlandia     | Hallu Poro Rock                   |
| 2 de febrero de 2001     | Nokia          | Finlandia     | Iisoppi Hotel                     |
| 3 de febrero de 2001     | Evijärvi       | Finlandia     | Nuorisoseuran Talo                |
| 5 de febrero de 2001     | Estocolmo      | Suecia        | GOOM-Cruise                       |
| 7 de febrero de 2001     | Turku          | Finlandia     | Feenix                            |
| 8 de febrero de 2001     | Helsinki       | Finlandia     | Tavastia Club                     |
| 14 de junio de 2001      | Jyväskylä      | Finlandia     | Lutakko                           |
| 16 de junio de 2001      | Seinäjoki      | Finlandia     | Provinssirock Festival            |
| 21 de junio de 2001      | Kouvola        | Finlandia     | Midnight Party Planet             |
| 22 de junio de 2001      | Nurmijärvi     | Finlandia     | Nummirock                         |
| 22 de junio de 2001      | Jämsä          | Finlandia     | Himos Festival                    |
| 23 de junio de 2001      | Vaasa          | Finlandia     | Rantarock Festival                |
| 7 de julio de 2001       | Turquía        | Finlandia     | Ruisrock Festival                 |
| 7 de julio de 2001       | Turku          | Finlandia     | Ruisrock Festival                 |
| 8 de julio de 2001       | Aitoo          | Finlandia     | Kirkastusjuhlat                   |
| 12 de julio de 2001      | Tampere        | Finlandia     | Tammerfest                        |
| 21 de julio de 2001      | Koria          | Finlandia     | KoriaRoll                         |
| Festivales de Europa 2'  |                |               |                                   |
| 4 de agosto de 2001      | Wacken         | Alemania      | Wacken Open Air Festival          |
| 5 de agosto de 2001      | Pratteln       | Suiza         | Z-7                               |
| 6 de agosto de 2001      | Vienna         | Austria       | Planet Music                      |
| 7 de agosto de 2001      | Budapest       | Hungary       | Sziget Festival                   |
| 11 de agosto de 2001     | Pusan          | Corea del Sur | International Pusan Rock Festival |
| 24 de agosto de 2001     | Moscú          | Rusia         | Gorbunova Culture Club            |
| 25 de agosto de 2001     | St. Petersburg | Rusia         | LDM                               |
| Escandinavia 2           |                |               |                                   |
| 1 de septiembre de 2001  | Helsinki       | Finlandia     | Can You Festival                  |
| 6 de septiembre de 2001  | Turku          | Finlandia     | Feenix                            |
| 7 de septiembre de 2001  | Tampere        | Finlandia     | Pakkahuone                        |
| 8 de septiembre de 2001  | Alavus         | Finlandia     | Aulava                            |
| 13 de septiembre de 2001 | Kuopio         | Finlandia     | Puijonsarvi                       |
| 14 de septiembre de 2001 | Joensuu        | Finlandia     | Huvitörmä                         |
| 15 de septiembre de 2001 | Nivala         | Finlandia     | Tuiskula                          |

## Miembros
- Tarja Turunen  - voz
- Tuomas Holopainen  - teclados y voz masculina (en "Beauty and the Beast")
- Emppu Vuorinen  - guitarra
- Jukka Nevalainen  - batería
- Sami Vänskä  - bajo

Miembros invitados:
- Tapio Wilska  - voz masculina (en "The Pharaoh Sails to Orion")
- Tony Kakko  - voz masculina (en "Beauty and the Beast")
- Marianna Pellinen  - coros (en "Sleepwalker")